# Honey Baby
Honey Baby ist ein finnisch-deutsch-lettisch-russischer Film des Regisseurs Mika Kaurismäki aus
dem Jahr 2004. In den Hauptrollen sind Henry Thomas, Irina Björklund und Helmut Berger zu sehen. Der Film kam am 12. Januar 2006 in die deutschen Kinos, wurde aber bereits seit 2004 auf zahlreichen Filmfestivals gezeigt.

## Handlung
Die Russin Natascha möchte nicht den einflussreichen Deutschen Karl heiraten und entflieht deshalb der Hochzeit unter einem Vorwand.
Derweil tourt der erfolglose amerikanische Sänger Tom Brackett durch Deutschland und Osteuropa. Bei einem Konzert in Kaliningrad trifft er dann auf die entlaufene Natascha. Die beiden verlieben sich und machen sich auf den Weg nach St. Petersburg. Hierbei erleben sie Abenteuer und es gelingt ihnen, ihre Beziehung zu vertiefen. Allerdings hat Natascha Tom nicht über ihre Vergangenheit aufgeklärt, weshalb es zum Bruch kommt, als sie in St. Petersburg auf Karl treffen, der den beiden hinterherjagt.

## Hintergrund
Die Handlung lehnt sich an die griechische Sage von Orpheus und Eurydike an. Orpheus’ Ehefrau Eurydike war eine Nymphe. Als Aristaios versuchte, sie zu vergewaltigen, und sie vor ihm floh, starb sie nach der Erzählung Vergils in den Georgica durch einen von ihm verschuldeten Schlangenbiss. Orpheus stieg in die Unterwelt, um durch seinen Gesang und das Spiel seiner Lyra den Gott Hades zu bewegen, ihm seine Geliebte zurückzugeben. Seine Kunst war so groß, dass ihm seine Bitte tatsächlich gewährt wurde – jedoch unter der von Hades und Persephone gestellten Bedingung, dass er beim Aufstieg in die Oberwelt vorangehen und sich nicht nach ihr umschauen dürfe. Da er die Schritte der Eurydike nicht hörte, sah er sich um und sie verschwand wieder in der Unterwelt.
In Honey Baby werden die Rolle des Orpheus von Tom und die von Eurydike von Natascha belegt. Karl hingegen steht für Hades.

## Kritik
„Das zeitgemäße Road Movie, das sich gegen Ende der Sage von Orpheus und Eurydike annähert, gewinnt vor allem durch die Farbdramaturgie einen eigenwilligen Reiz. Auch schauspielerisch überzeugend, verliert der Film ausgerechnet in jenen Szenen an Glaubwürdigkeit, in denen die Kunst des Sängers verzaubern soll.“

„‘Honey Baby’ ist ein Road-Movie mit brillantem Soundtrack und ungewöhnlichen Bildern, denen der finnische Regisseur Mika Kaurismäki seine typisch kauzige Handschrift verleiht.“

„Die schönen Bilder des Roadmovies stehen in heftigem Kontrast zum hölzernen Spiel von ‘E.T.’-Held Henry Thomas als Tom, lächerliche Dialoge (‘Du disst meine Songs mit deinen blöden HipHop-Arrangements!’) tun ihr Übriges.“